# Cvitko Bilić
Cvitko Bilić (nascido em 19 de outubro de 1943) é um ex-ciclista croata, ativo durante as décadas de 60 e 70 do século XX.
Competiu para a Iugoslávia nos Jogos Olímpicos da Cidade do México 1968 e Munique 1972.